# 雪點腭竺魚
雪點腭竺魚（學名：Foa nivosa），又名雪點小天竺鯛，為輻鰭魚綱鈎頭魚目天竺鯛科腭竺魚屬下的一個種，分布於西太平洋帛琉、馬紹爾群島和斐濟海域，深度15至48公尺，本魚體延長呈橢圓形，體稍側扁，頭大、眼大、口大且斜裂，頜齒細小，鋤骨和腭骨通常具齒，舌上無齒，前鰓蓋骨邊緣光滑，體被弱櫛鱗，體呈淡黃褐色，頭部及體腹面泛紅色，體側有紅線、白斑，頭、身、尾柄無橫紋，尾鰭基部有3個白色斑點，第二背鰭、臀鰭和尾鰭淡紅色，有小白點，薄膜半透明，背鰭2個，尾鰭截形，背鰭硬棘8-9枚、背鰭軟條8-9枚、臀鰭硬棘2枚、臀鰭軟條8枚，體長可達2.9公分，棲息在礁石區，夜間活動，肉食性，以浮游生物為食，繁殖期時，雄魚具有口孵習性，卵約7日化成仔魚，由雄魚吐出，具短暫的仔魚飄浮期，生活習性不明。